# アラン・ネフ
アラン・ネフ（Alain Nef, 1982年2月6日 - ）は、スイス出身の元サッカー選手。元スイス代表である。現役時代のポジションはDF（左サイドバック）。

## 経歴
2008年、セリエBのピアチェンツァ・カルチョからセリエAのウディネーゼに移籍した。2009年1月、ウディネーゼからスペイン・プリメーラ・ディビシオン（1部）のレクレアティーボ・ウェルバにレンタル移籍した。2月1日のRCDエスパニョール戦でデビューし、この試合は1-1で引き分けた。2008-09シーズンは8試合に出場したが、出場した試合は2分6敗に終わった。2009年8月、セリエBのトリエスティーナにレンタル移籍した。
2010年11月、BSCヤングボーイズに移籍した。
2013年7月、FCチューリッヒに復帰した。
2019年5月23日、現役引退を発表した。

## 代表歴
2002年から2004年にかけて、スイスU-21代表で18試合に出場した。2008年8月20日、オットマー・ヒッツフェルト監督の初采配試合であるキプロス戦に招集され、スイス代表デビューした。同じくデビュー戦だったヴァレンティン・シュトッカーらとともに初得点し、4-1での勝利に貢献した。

## 所属クラブ
- 2001  FCヴィンタートゥール
- 2002-2006  FCチューリッヒ
- 2006-2008  ピアチェンツァ・カルチョ
- 2008-2010  ウディネーゼ・カルチョ

2009.1-2009.8 → レクレアティーボ・ウェルバ (loan)
2009-2010 → USトリエスティーナ・カルチョ (loan)
- 2010-2013  BSCヤングボーイズ
- 2013-2019  FCチューリッヒ

## タイトル
FCチューリッヒ
- スイス・カップ 2005
- スイス・リーグ 2005-06
- チャレンジリーグ 2016-17
- スイス・カップ 2013-14, 2015-16, 2017-18